# Disque optique Nintendo
Le disque optique Nintendo est un format spécial de disque optique utilisé pour distribuer les jeux vidéo édités par Nintendo. Il inclut le disque de jeu Nintendo GameCube, le disque optique Wii et le disque optique iDensity de la Wii U.

## Format

### GameCube
Le disque de jeu Nintendo GameCube (DOL-006) a été créé par Matsushita et peut être utilisé sur GameCube mais aussi sur Wii grâce à un système de rétrocompatibilité. Basé sur un Mini DVD de 8 cm, il peut contenir 1,5 Go et peut-être lu à une vitesse angulaire constante. Du fait de sa taille restreinte, certains jeux devaient être vendus sur plusieurs disques (ex : Resident Evil 4, Metal Gear Solid: The Twin Snakes), mais a pour avantage de réduire considérablement les temps de chargement.

### Wii
Le disque optique Wii (RVL-006) est basé sur un DVD de 12 cm de 4,7 Go pour la version simple et de 8,54 Go pour la version double-couche. Cette dernière a été utilisée pour des jeux tels que Super Smash Bros. Brawl, Metroid Prime: Trilogy, Samurai Warriors 3, Metroid: Other M et Xenoblade Chronicles. Ces disques double-couche ont posé des problèmes de lecture à 1 % du parc mondial de Wii dû à un défaut de lentille de ces dernières qui rendait impossible la lecture de ces disques.

### Wii U
Les disques de jeux de la Wii U (WUP-006) sont basés sur un nouveau format de disque optique appelé "iDensity" et disposant d'une capacité de 25 Go, soit l'équivalent d'un Blu-ray simple couche. Le bord des disques est légèrement arrondi afin de faciliter la prise en main.